# Große Wellbachsmühle

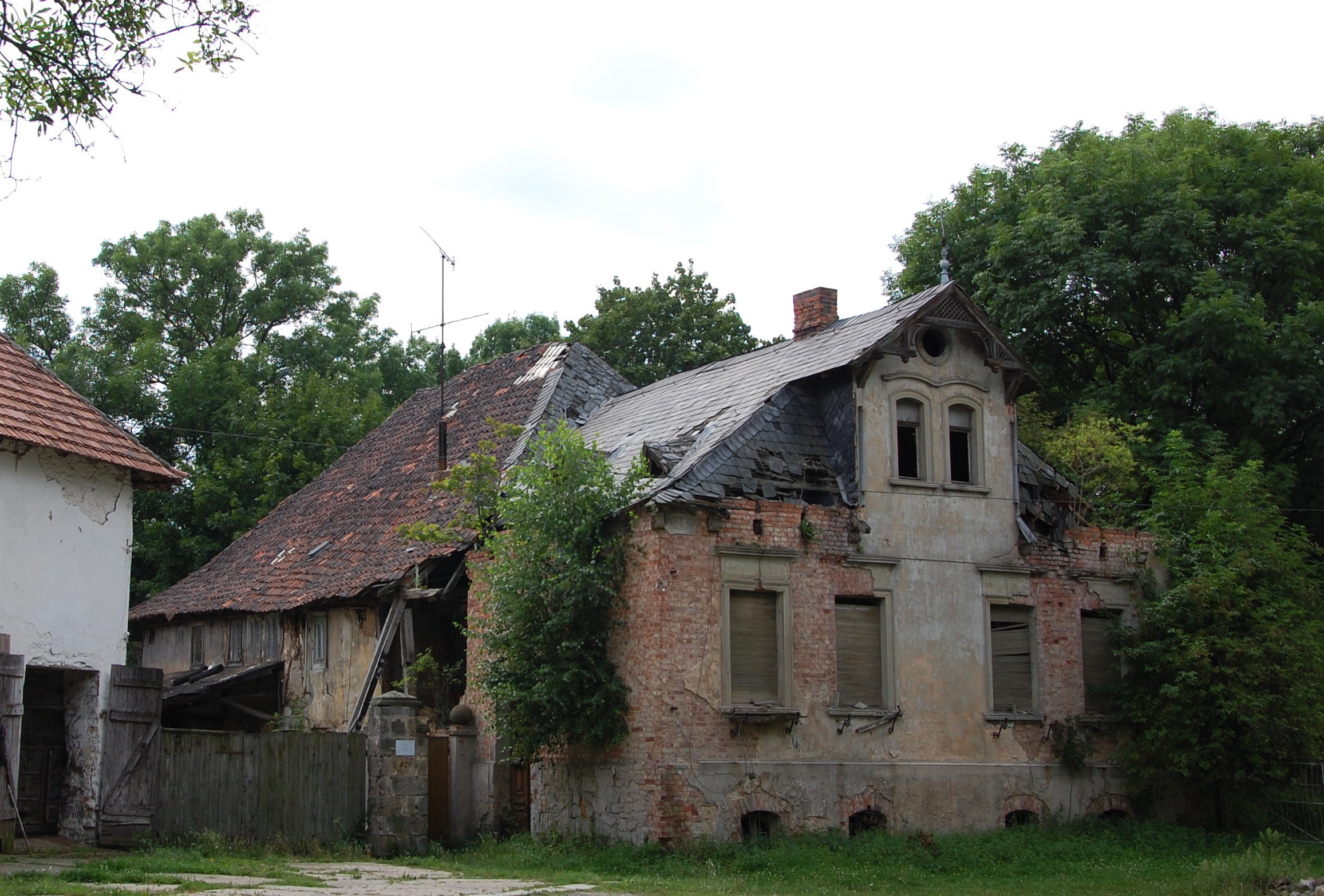
Große Wellbachsmühle, Blick von Nordosten

Die Große Wellbachsmühle ist ein denkmalgeschützter Mühlenhof im zur Stadt Quedlinburg in Sachsen-Anhalt gehörenden Ortsteil Stadt Gernrode.

## Geographie
Die Mühle befindet sich an der Adresse Am Bach 2 (bis 31. Dezember 2011 Bachstraße) nordöstlich der Ortslage von Gernrode am Wellbach und ist im örtlichen Denkmalverzeichnis als Wassermühle eingetragen.

## Architektur und Geschichte
Das Mühlengrundstück ist vermutlich bereits seit sehr langer Zeit als Mühlenstandort in Nutzung. Es besteht ein in der Zeit um 1700 in Fachwerkbauweise errichtetes Mühlengebäude. Es ist von einem Walmdach bedeckt. Von der Mühlenanlage ist auch die aus Bruchsteinen gebaute Radstube erhalten. Auch der südlich der Mühle gelegene Mühlenteich sowie das Gerinne sind erhalten. 1759 erwarb Fürst Viktor II. Friedrich von Anhalt die Mühle.
Zum auf einem dreieckigen Grundriss angelegten Mühlenhof gehört auch ein in der zweiten Hälfte des 19. Jahrhunderts errichtetes Wohnhaus und ein als Stall genutzter Bau aus Bruchsteinen.
Bis 1917 war Gustav Müller Eigentümer der Mühle. Die Mühle war noch in die Zeit nach dem Zweiten Weltkrieg in Betrieb. Sie wurde von 1946 bis 1952 durch Herrn Amonat betrieben, dann jedoch stillgelegt. Um eine Zugangsmöglichkeit zu Wohnungen zu schaffen, wurde später das Wasserrad abgebaut.
In Zusammenhang mit der Mühle wird auch die Nutzung durch eine Tischlerei erwähnt. Der Tischler Paul Kunze übergab 1950 die Tischlerei an seinen Sohn Walter Kunze. Die ursprünglich betriebene Herstellung von Möbeln nahm ab. Stattdessen wurden Wäschetruhengestelle produziert, Reparaturaufträge erledigt und Särge hergestellt. 1977 erfolgte ein Verkauf des Grundstücks an den VEB Polsterwaren Gernrode (VEB POWA), der ein Lager einrichtete.
Derzeit (Stand 2014) sind Teile des Gehöfts dringend sanierungsbedürftig.